# کوه کهوزی
کوه کهوزی (به لاتین: Mount Kahuzi) یک کوه در جمهوری دموکراتیک کنگو است که در جمهوری دموکراتیک کنگو واقع شده‌است. کوه کهوزی ۳٬۳۰۷٫۱۲ متر بالاتر از سطح دریا واقع شده‌است.